# Tales of the Slayers
Tales of the Slayers je komiksová série odvozená od televizního seriálu Buffy, přemožitelka upírů. Vydána byla v roce 2002 americkým vydavatelstvím Dark Horse Comics. Její součástí je eponymní soubor kratších příběhů a jeden další sešit s názvem Broken Bottle of Djinn. Na sbírce grafických povídek se podílel i autor seriálu Joss Whedon, proto je považována za součást kánonu. Oproti tomu komiks Broken Bottle of Djinn nebývá do kánonu řazen, i když jej napsali zavedení scenáristé seriálu.

## SbírkaTales of the Slayers
Soubor Tales of the Slayers byl vydán 20. února 2002. Obsahuje osm samostatných povídek o rozsahu 6 až 16 stran, které jsou seřazeny dle dějové chronologie. Každý komiks přináší příběh o jedné z minulých přemožitelek upírů, přičemž z televizního seriálu jsou známé dvě (první přemožitelka a Nikki Woodová). Poslední příběh je zaměřen na Melaku Fray, přemožitelku z budoucnosti, které byla věnována samostatná komiksová série Fray.
| Původní název | Scénář                | Kresba                           | Antologie    |
| --- | --------------------- | -------------------------------- | ------------ |
| Prologue | Joss Whedon           | Leinil Francis Yu a Dexter Vines | Tales (2011) |
| Pradávná první přemožitelka bojuje nedaleko své africké vesnice s upírem. Dívka, která za ní přijde, ji informuje, že starší se ji rozhodli zavrhnout, protože i ona je vlastně z části démonem. Dále tak musí žít sama. |                       |                                  |              |
| Righteous | Joss Whedon           | Tim Sale                         | Tales (2011) |
| Přemožitelka hrdinně odrazí rozsáhlý útok upírů na středověké evropské město. Sama je však poté jako čarodějnice upálena na hranici týmiž lidmi, které zachránila. Její pozorovatel, který působí jako mnich, nezmůže proti davu nic a může se jen dívat na smrt své svěřenkyně. Protože přitom ztratí jakoukoliv naději, následně otevře hradební bránu a vpustí upíry dovnitř.            |                       |                                  |              |
| The Innocent | Amber Benson          | Ted Naifeh                       | Tales (2011) |
| Během Velké francouzské revoluce v roce 1789 je přemožitelka Claudine navedena svým pozorovatelem a zároveň milencem Jeanem k zabití tyranského pařížského upírského šlechtice. Jeanův výklad se však ukáže jako vědomá lež, přemožitelka zabila obyčejného člověka, s čímž se musí sama vyrovnat.                                                                                          |                       |                                  |              |
| Presumption | Jane Espenson         | P. Craig Russell                 | Tales (2011) |
| Anglie, rok 1813: Večírku vyšší společnosti se zúčastní také Catherine. Mladý hostitel Edward Weston, tak trochu podivín, ji vyzve k tanci. Z dívky se však nakonec vyklube upír a z Edwarda přemožitelka Elizabeth, která dlouhodobě působí v mužském přestrojení. Po zabití upírky zmizí i se svým pozorovatelem ve ztemnělém lese.                                                       |                       |                                  |              |
| The Glittering World | David Fury            | Steve Lieber                     | Tales (2011) |
| Přemožitelka Naayéé'neizgháni z indiánského kmene Navahů přijede na americkém Divokém západě do opuštěného městečka, které je nyní plné oslavujících upírů. Město nechá shořet, najde však i dívku-upírku, která zabila jejího pozorovatele. Zabije ji, sama je však smrtelně zraněna. Na místě vypálené osady se po nějakém čase rozhodne Richard Wilkins postavit nové město – Sunnydale. |                       |                                  |              |
| Sonnenblume | Rebecca Rand Kirshner | Mira Friedman                    | Tales (2011) |
| Anni je v Norimberku roku 1938 členkou Svazu německých dívek, zároveň je ale také přemožitelkou. Zprvu sice podlehne nacistické ideologii, během Křišťálové noci ale i díky svému pozorovateli zjistí, že na světě je ještě větší zlo. Rozhodne se tak bojovat i proti nacismu. |                       |                                  |              |
| Nikki Goes Down! | Doug Petrie           | Gene Colan                       | Tales (2011) |
| Nikki Woodová, přemožitelka žijící v New Yorku v 70. letech 20. století, je svědkem smrti svého přítele. Li, policejní příslušník, je zabit jedním z upírů, které pašuje mocný upír Le Banc. Nikki se chce nejen pomstít, ale i zabránit dalším podobným případům, proto se vydá za Le Bancem, kterého nakonec zabije.                                                                      |                       |                                  |              |
| Tales | Joss Whedon           | Karl Moline a Andy Owens         | Tales (2011) |
| Fray objeví v New Yorku 23. století s pomocí démona útočiště bývalých pozorovatelů se záznamy o předchozích přemožitelkách. Uvědomí si tak, že i když je nyní jediná na celém světě, není ve skutečnosti sama, protože její součástí jsou všechny přemožitelky z minulosti. |                       |                                  |              |

## SešitBroken Bottle of Djinn
Sešit Broken Bottle of Djinn, který obsahuje dva tematicky propojené příběhy spojené s osudy přemožitelek, byl vydán 16. října 2002. Označen byl jako č. 1 v sérii Tales of the Slayers, nicméně další komiksy již publikovány nebyly.
| Původní název | Scénář         | Kresba       | Antologie    |
| --- | -------------- | ------------ | ------------ |
| Sunnydale, 1997 | Jane Espenson  | Jeff Matsuda | Tales (2011) |
| Na Sunnydaleské střední škole instalují nově přivezené, ale už použité uzamykatelné skříňky, přičemž z jedné z nich vypadne láhev, ze které se uvolní mocný džin. Buffy ho na chvíli zabaví, Willow mezitím otevře časový portál a skrz jím pošle džina neznámo kam. |                |              |              |
| New York, 1937 | Douglas Petrie | Gene Colan   | Tales (2011) |
| Přemožitelka Rachel O'Connorová zabije v ulicích New Yorku pomocí lsti upíra. Následně je naverbována vládní agenturou, která ví o jejích schopnostech: má se vydávat za majorku spolupracující s nacisty. Setká se s německým plukovníkem, který do USA přivezl magický artefakt – láhev. Němec ale její převlek prohlédne, pokusí se utéct a otevřením láhve vypustí džina, se kterým musí Rachel bojovat. Nakonec jej dokáže uzavřít zpět do nádoby, kterou zanechá v uzamykatelné skříňce na nádraží. |                |              |              |

## Antologie
Všechny komiksy vyšly podruhé v roce 2011 v antologii Tales, která obsahuje i příběhy ze série Tales of the Vampires.